# دانيال مورايس ريس
دانيال مورايس ريس (بالبرتغالية: Daniel Morais‏) هو لاعب كرة قدم برازيلي، ولد في 12 مايو 1986. لعب مع غايس غوتنبرغ.

## وصلات خارجية
- دانيال مورايس ريس على موقع اتحاد السويد (السويدية)
- دانيال مورايس ريس على موقع قاعدة بيانات كرة القدم.إي يو (الإنجليزية)
- دانيال مورايس ريس على موقع Soccerway.com (الإنجليزية)